# Диманово
Диманово (болг. Диманово) — село в Болгарии. Находится в Смолянской области, входит в общину Неделино. Население составляет 113 человек.

## Политическая ситуация
Диманово подчиняется непосредственно общине и не имеет своего кмета.
Кмет (мэр) общины Неделино — Илия Петров Вылчев (Болгарская социалистическая партия (БСП)) по результатам выборов.